# Кийстоунските полицаи
„Кийстоунските полицаи“ (на английски: Keystone Cops) е поредица от неми филмови комедии, в центъра на които стоят некомпетентни полицаи. Филмите са режисирани от Мак Сенет и продуцирани от неговата „Кийстоун Филм Кампъни“ в периода 1912-17. В България са известни и като „Тъпите Кийстонски полицаи“.
Идеята за филмите е на Ханк Ман, който играе ролята на полицейски началник в първия филм, след което ролята е дадена на Форд Стерлинг. Първият филм от поредицата е „Завещанието на Хофмайер“ (1912), но „Кийстоунските полицаи“ стават известни благодарение на втория филм, „Полицията на Бенгвил“ (1913). По-късно към актьорския състав се присъединява Роско Арбакъл — Дебелия.
В САЩ „кийстоунски полицаи“ се превръща в нарицателно за хора, които правят грешки вследствие на недостатъчна координация или голямо количество вложена енергия. Например на предизборната кампания за парламентарните избори в Канада през 2004 членът на парламентарната група на Канадската либералистическа партия Каролин Париш казва за кампанията на партията си, че „Все едно кийстоунските полицаи търчат напред-назад.“